# Xã Lower Moreland, Quận Montgomery, Pennsylvania
Xã Lower Moreland (tiếng Anh: Lower Moreland Township) là một xã thuộc quận Montgomery, tiểu bang Pennsylvania, Hoa Kỳ. Năm 2010, dân số của xã này là 12.982 người.